# The Best of City
The Best of City ist das erste Best-of-Album der Rockband City aus dem Jahr 1992.

## Entstehungsgeschichte

Cover von The Best of City

Nach der deutschen Wiedervereinigung gründeten Toni Krahl und Fritz Puppel, Mitglieder der Band City, das Label K&P Music, die unter anderem Alben der ehemaligen DDR-Band Karat und die Neuentdeckung The Inchtabokatables auflegten. Als eine der ersten Veröffentlichung erschien ein Best-of ihrer eigenen Band City. Zu diesem Zeitpunkt war die Band nicht aktiv. Der Vertrieb des Albums wurde von BMG übernommen.
Das Album enthält Lieder aller bisherigen City-Alben, die damals ursprünglich auf Amiga veröffentlicht wurden. Das Remastering wurde von City in den Schreier & Kramer Studios in Berlin vorgenommen. Das Lied Am Fenster vom gleichnamigen Album (1977) wurde in zwei Versionen veröffentlicht, als kurze Edit-Version und als Special-Version. Das neueste Material sind die beiden Lieder Morgenmond und Dünne Luft, die 1990 entstanden und auf dem Album Keine Angst (BMG Music Publishing) veröffentlicht worden waren.

## Titelliste
1. Am Fenster (Edit Version) – 3:56
2. Der King vom Prenzlauer Berg – 4:53
3. Meister aller Klassen – 5:31
4. Aus der Ferne – 5:11
5. Something to Tell You – 2:56
6. Glastraum – 5:04
7. Unter der Haut – 5:22
8. Mir wird kalt dabei – 3:51
9. Casablanca – 4:28
10. Wand an Wand – 3:21
11. z. B. Susann – 4:58
12. Morgenmond – 3:18
13. Dünne Luft – 3:33
14. Am Fenster (Special Version) – 7:23

## Erfolg
Das Album verkaufte sich 1992 rund 130.000 mal. Bis 2002 wurden 250.000 Stück abgesetzt. Dafür wurde City im Berliner Kino Central mit der Goldenen Schallplatte ausgezeichnet. Bei der Verleihung gratulierte unter anderem Gregor Gysi, der per Videobotschaft eingeblendet wurde. Anlässlich der Verleihung wurde eine limitierte Auflage des Albums als Pures Gold in einer DVD-Hülle veröffentlicht. Das Cover zeigt ein Foto der Goldenen Schallplatte.